# Lotta guidata
La lotta guidata è un'evoluzione del concetto di lotta a calendario e consiste nell'introduzione di criteri economici nella gestione della difesa dei vegetali dalle avversità, prevalentemente di natura biologica.

## Presupposti
La lotta guidata nasce con l'introduzione di una comparazione tra costi e benefici del trattamento chimico che si concretizza nel concetto di soglia d'intervento. 
La lotta a calendario, infatti, è svincolata dalla presenza o meno del fitofago o del fitopatogeno da controllare: il trattamento chimico, eseguito a scopo preventivo, mira a impedire sul nascere gli attacchi parassitari a prescindere che ne sia stata accertata la necessità. Questo criterio esula del tutto da ogni considerazione economica: il trattamento si esegue anche quando non è necessario perché per giustificarlo è sufficiente la suscettibilità della coltura ad un eventuale danno di qualsiasi entità. Questo va ovviamente a scapito dell'ambiente, nel quale vengono immesse quantità non necessarie di xenobiotici.
L'applicazione del concetto di soglia d'intervento introduce un criterio economico nella valutazione della necessità dell'intervento fitoiatrico. Il trattamento chimico comporta dei costi variabili, rappresentati dalle spese vive per l'acquisto del fitofarmaco, per il consumo di carburante, per la manutenzione delle macchine impiegate e dai costi impliciti o espliciti della distribuzione (lavoro, amministrazione). Tale costo va comparato con il danno effettivamente causato alla produzione agricola dall'avversità specifica in assenza del trattamento: se il costo del trattamento è superiore al danno economico l'intervento si rivela inutile e antieconomico.

## Espressione della soglia d'intervento
L'espressione della soglia d'intervento varia da caso a caso in funzione dell'agente di danno, della coltura da proteggere, dei mezzi tecnici e della competenza a disposizione dell'agricoltore. In ogni caso si tratta di una stima basata sul monitoraggio della dinamica delle popolazioni o sul rilevamento diretto del danno su un campione rappresentativo.
Sono esempi di monitoraggio della dinamica di popolazione i seguenti:
- Cattura e conteggio delle spore disseminate nell'aria. È una metodologia impiegata nella difesa contro alcune crittogame, ad esempio la Ticchiolatura delle pomacee (Venturia inaequalis).
- Cattura e conteggio degli adulti, di entrambi i sessi o del sesso maschile. È una metodologia impiegata nella difesa contro diversi insetti fitofagi.

Sono esempi di rilevamento diretto del danno, previo campionamento, i seguenti:
- Numero di germogli attaccati per pianta
- Numero di frutti o foglie con infestazioni attive (in percentuale sul totale del campione)
- Numero di piante attaccate per unità di superficie
- Numero di larve o neanidi per foglia

A prescindere dalla metodologia usata, in ogni modo è essenziale che si rispettino specifici requisiti, in particolare per riprodurre le condizioni di ripetibilità e rendere facilmente eseguibile il rilevamento.
Il campionamento o il monitoraggio si devono eseguire rispettando una procedura standard in modo da riprodurre le condizioni che hanno portato alla formulazione della soglia d'intervento. Ad esempio, il prelievo di campioni di frutti per rilevare le infestazioni attive deve essere rappresentativo e non deve essere falsato da una scelta condizionata. Ad esempio si può procedere prelevando a caso (possibilmente senza guardare per non subire condizionamenti) un frutto da ogni pianta o ogni gruppo di piante su tutto il frutteto; dal campione raccolto si separa poi casualmente un campione più ristretto da esaminare direttamente (es. 100-200 frutti). Un altro esempio riguarda la disposizione delle trappole per il monitoraggio degli adulti: nel caso di adulti volanti e con l'impiego di attrattivi chimici (es. feromoni) può essere sufficiente disporre 1-3 trappole per ettaro (secondo le specie), mentre con l'impiego di attrattivi cromatici è necessaria una maggiore densità a causa del minor raggio d'azione.
La metodologia elaborata deve essere di semplice applicazione e non dovrebbe richiedere l'impiego di strumenti sofisticati (es. stereoscopi). Nei limiti del possibile si devono pertanto privilegiare i metodi che richiedono un semplice esame visivo ad occhio nudo.

## Determinazione della soglia d'intervento
La determinazione della soglia d'intervento è il traguardo di lunghe sperimentazioni finalizzate alla costruzione di una casistica, riferita a contesti ordinari e di consistenza tale perché si possa giungere all'estrapolazione di risultati significativi e rappresentativi. 
Poiché la soglia d'intervento si applica in contesti operativi, la sua determinazione si estrapola da realtà specifiche, perciò il suo valore va considerato come linea d'indirizzo in situazioni che si discostano da quelle ordinarie. La soglia d'intervento infatti può cambiare in funzione delle realtà territoriali, delle cultivar, del tipo di utilizzazione del prodotto, del tipo di strategia di difesa che s'intende adottare, ecc. Ad esempio, la soglia d'intervento per la difesa di una determinata coltura cambia secondo la destinazione del prodotto: il consumo diretto o la trasformazione industriale di un frutto o di un ortaggio richiedono requisiti merceologici differenti, perciò le soglie d'intervento possono differenziarsi (in genere è molto più bassa nel primo caso).
La determinazione della soglia d'intervento è una comparazione economica che prende in considerazione valori monetari di fattori produttivi e di prodotti. Dal momento che tali valori monetari hanno nel tempo andamenti differenziati, è evidente che la soglia d'intervento sia suscettibile di variazioni nel tempo. Ad esempio, se nel tempo si verifica, come spesso avviene nel settore agricolo, un aumento dei prezzi dei mezzi tecnici (fitofarmaci, carburanti) e una riduzione dei prezzi dei prodotti agricoli alla produzione, la soglia d'intervento è destinata inevitabilmente ad aumentare nel tempo.
In definitiva la soglia d'intervento è un valore di riferimento che può essere, secondo esigenze e contesti specifici, aumentato o ridotto, senza però snaturarne l'entità: l'interpretazione di una soglia d'intervento rappresenta una stima più o meno soggettiva ed è perciò tanto meno affidabile quanto più ci si discosta dal valore di riferimento.

## I vantaggi rispetto alla lotta a calendario
L'applicazione di una soglia d'intervento porta di fatto ad una riduzione del numero di trattamenti chimici rispetto alla classica lotta a calendario. Quest'ultima infatti scarta a priori qualsiasi grado di tolleranza, perciò s'interviene sistematicamente in modo del tutto indipendente dall'effettiva necessità del trattamento. La lotta guidata, invece, ritarda il trattamento (o i trattamenti) nel corso di una coltivazione riducendone il numero nel corso di una stagione.
I vantaggi diretti sono di tipo economico: eseguire 2-3 trattamenti in meno può significare un risparmio anche di centinaia, sen non migliaia, di euro ad ettaro, risparmio che compensa più o meno largamente la decurtazione della produzione vendibile a causa di una perdita o di un deprezzamento del prodotto.
I vantaggi indiretti sono di natura ambientale: la lotta guidata infatti riduce l'impatto ambientale della difesa fitosanitaria, indirizzando verso una maggiore sanità del prodotto e, entro certi limiti, verso una maggiore integrità delle popolazioni di organismi utili (ausiliari). Per questo motivo i principi della lotta guidata sono fatti propri e applicati anche in sistemi di difesa a più basso impatto, nella fattispecie la lotta integrata. In quest'ultimo caso la determinazione della soglia d'intervento deve prendere in considerazione anche i costi-benefici di natura ambientale.

Non viene riportata nessuna fonte ufficiale per le informazioni riportate.